# Joyce (Louisiane)
Pour les articles homonymes, voir Joyce.
Joyce est une census-designated place de la paroisse de Winn, en Louisiane, aux États-Unis. 